# Halové mistrovství Československa v atletice 1980
Halové mistrovství Československa v atletice 1980 se konalo v Jablonci nad Nisou ve dnech 16. a 17. února 1980. Z tehdejší špičky se neúčastnili Helena Fibingerová, Jan Leitner, Jindřich Vondra, Antonín Hadinger a Josef Hrabal.

## Překonané a vyrovnané rekordy
Během mistrovství nebyl překonán žádný halový československý rekord. 

## Medailisté

### Muži
| Soutěž        | Zlato                    | Stříbro                  | Bronz                    |
| 60 m          | Milan Wardas 6,88        | Ladislav Latocha 6,91    | Adolf Forman 6,92        |
| 400 m         | Karel Kolář 47,39        | Vladimír Musil 48,26     | Dušan Malovec 48,75      |
| 800 m         | Pavel Jehlička 1:51,9    | Jiří Dlouhý 1:52,1       | Jaromír Kovář 1:55,1     |
| 1500 m        | Pavol Slouka 3:53,0      | Antonín Vávra 3:53,4     | Petr Gregořica 3:53,6    |
| 3000 m        | Štefan Polák 8:19,7      | Pavol Kuruc              | Jozef Múčka 8:25,5       |
| 60 m př.      | Július Ivan 7,92         | Jiří Čeřovský 8,05       | Petr Lukeš 8,09          |
| Skok do výšky | Ctirad Veselský 214 cm   | Karel Rozkošný 210 cm    | Marián Presbruchy 210 cm |
| Skok o tyči   | Petr Habel 500 cm        | Jiří Lesák 490 cm        | Zdeněk Krikorka 480 cm   |
| Skok daleký   | Jaroslav Priščák 771 cm  | Jaroslav Paštika 737 cm  | Vladimír Dědek 734 cm    |
| Trojskok      | František Volcer 15,57 m | Aleš Jungmann 15,17 m    | Vladimír Hanák 15,16 m   |
| Vrh koulí     | Jaromír Vlk 19,91 m      | Remigius Machura 18,97 m | Josef Kubeš 18,07 m      |

### Ženy
| Soutěž        | Zlato                    | Stříbro                 | Bronz                      |
| 60 m          | Štěpánka Sokolová 7,51   | Daniela Drinková 7,62   | Radislava Šoborová 7,76    |
| 400 m         | Hana Slámová 55,94       | Taťána Kocembová 56,15  | Alena Bulířová 56,84       |
| 800 m         | Dagmar Kubálková 2:13,4  | Anna Filičková 2:13,6   | Helena Müllerová 2:14,2    |
| 1500 m        | Jana Červenková 4:29,4   | Mária Gužíková 4:29,7   | Ľudmila Melicherová 4:31,7 |
| 60 m př.      | Monika Schönauerová 8,64 | Milena Tebichová 8,71   | Marcela Koblasová 8,82     |
| Skok do výšky | Zdeňka Boukalová 175 cm  | Eliška Stránská 175 cm  | Drahomíra Dryeová 175 cm   |
| Skok daleký   | Jarmila Nygrýnová 643 cm | Marcel Koblasová 623 cm | Ludmila Jimramovská 613 cm |
| Vrh koulí     | Zdeňka Bartoňová 18,29 m | Soňa Vašíčková 14,88 m  | Alena Vitoulová 14,51 m    |